# Condado de Montgomery (Illinois)
El condado de Montgomery es un condado estadounidense, situado en el estado de Illinois. Según el censo de los Estados Unidos de 2000, la población es de 30 652 habitantes. La cabecera del condado es Hillsboro.

## Geografía
Según la Oficina del Censo de los Estados Unidos, el condado tiene un área total de 1838 km² (710 millas²). De éstas 1823 km² (704 mi²) son de tierra y 15 km² (6 mi²) son de agua. 

### Colindancias
- Condado de Sangamon  - norte
- Condado de Shelby  - noreste
- Condado de Christian  - noreste
- Condado de Fayette  - sureste
- Condado de Bond  - sur
- Condado de Madison  - suroeste
- Condado de Macoupin  - oeste

## Historia
El Condado de Montgomery se separó de los condados de Madison y de Bond en 1821, su nombre es en honor de Richard Montgomery, un general del Ejército Continental durante la guerra de Independencia de los Estados Unidos.

## Demografía
Según el censo del año 2000, hay 30 652 personas, 11 507 cabezas de familia, y 7928 familias que residen en el condado. La densidad de población es de 17 hab/km² (44 hab/mi²). La composición racial tiene:
- 94.88% Blancos (No hispanos)
- 1.06% Hispanos (Todos los tipos)
- 3.73% Negros o Negros Americanos (No hispanos)
- 0.47% Otras razas (No hispanos)
- 0.23% Asiáticos (No hispanos)
- 0.46% Mestizos (No hispanos)
- 0.21% Nativos Americanos (No hispanos)
- 0.03% Isleños (No hispanos)

Hay 11 507 cabezas de familia, de los cuales el 32% tienen menores de 18 años viviendo con ellos, el 56.10% son parejas casadas viviendo juntas, el 8.90% son mujeres que forman una familia monoparental (sin cónyuge), y 31.10% no son familias. El tamaño promedio de una familia es de 2.44 miembros.
En el condado el 24% de la población tiene menos de 18 años, el 8.30% tiene de 18 a 24 años, el 29.30% tiene de 25 a 44, el 21.70% de 45 a 64, y el 17.00% son mayores de 65 años. La edad media es de 38 años. Por cada 100 mujeres hay 106.4 hombres. Por cada 100 mujeres mayores de 18 años hay 106.4 hombres.
Tabla de la evolución demográfica:
|       | 1900   | 1910   | 1920   | 1930   | 1940   | 1950   | 1960   | 1970   | 1980   | 1990   | 2000   |
| ----- | ------ | ------ | ------ | ------ | ------ | ------ | ------ | ------ | ------ | ------ | ------ |
| TOTAL | 30 836 | 35 311 | 41 403 | 35 278 | 34 499 | 32 460 | 31 244 | 30 260 | 31 686 | 30 728 | 30 652 |

## Economía
Los ingresos medios de un cabeza de familia el condado es de $33 123, y el ingreso medio familiar es $39 923.00 Los hombres tienen unos ingresos medios de $30 657 frente a $20 563 de las mujeres. El ingreso per cápita del condado es de $16 272.00 El 13.40% de la población y el 10.60% de las familias están debajo de la línea de pobreza. Del total de gente en esta situación, 18.40% tienen menos de 18 y el 11.00% tienen 65 años o más.

## Ciudades y pueblos
| - Butler - Coalton - Coffeen - Farmersville - Fillmore | - Hillsboro - Irving - Litchfield - Nokomis - Ohlman | - Raymond - Schram City - Taylor Springs - Waggoner - Walshville | - Wenonah - Witt |

### Lugares designados por el censo
| - Chapman - Hornsby - Kortcamp - Van Burensburg |